# Таблиця Снеллена

Традиційна таблиця Снеллена. (Це тільки ілюстрація, її не можна використовувати для перевірки зору.)

Табли́ця Сне́ллена (Snellen chart) — таблиця, що застосовується для перевірки гостроти зору. Названа на честь розробника таблиці — нідерландського офтальмолога Германа Снеллена (розробив таблицю в 1862 році).
У таблиці містяться рядки прописних літер, які називають оптотипами (test types); розмір літер в рядках зменшується згори донизу. Найбільші літери знаходяться у верхньому рядку таблиці, вони мають такий розмір, щоб їх легко могла прочитати людина з нормальним зором з відстані 60 метрів. Людина з нормальним зором може легко прочитати розташовані нижче рядки літер із відстані 36, 24, 18, 12, 9, 6 і п'яти метрів відповідно.
Людина, у якої перевіряють зір, сідає на відстані 6 метрів від таблиці і закриває одне око, а іншим читає літери з таблиці. Якщо вона може прочитати лише рядки, розташовані вище рядка, який людина з нормальним зором легко читає з відстані 12 метрів, то гостроту її зору позначають як 6/12. Люди з нормальним зором можуть прочитати один з нижніх рядків літер із відстані 6 метрів, тобто нормальна гострота зору вважається 6/6.
Менші варіанти цієї таблиці, створені за тим самим принципом можна застосовувати для перевірки ближнього зору людини.